# Campylocentrum colombianum
Campylocentrum colombianum är en orkidéart som beskrevs av Rudolf Schlechter. Campylocentrum colombianum ingår i släktet Campylocentrum och familjen orkidéer. Inga underarter finns listade i Catalogue of Life.